# Solomonovo
Solomonovo (Oekraïens: Соломоново, Hongaars: Tiszasalamon) is een dorp en gemeente in de rajon Oezjhorod in het westen van de Oekraïense provincie Transkarpatië.
De gemeente bestaat uit twee kernen:
- Salomonovo
- Strazi

Van de bevolking is een kleine 60% Hongaarstalig, behorend tot de Hongaarse minderheid in Oekraïne.

## Het huidige dorp
De weg M06 (E573) gaat langs het dorp, waar in 2001 1342 mensen woonden. Het dorp is gelegen aan de grens met Hongarije en Slowakije. In het dorp staat een dochteronderneming van de Skoda autofabriek. In Solomonovo liggen twee kleine meren. Ten westen van het dorp is een dode arm van de rivier de Tisza. Ten noorden is een rangeerterrein van de spoorwegen. In de naastgelegen plaats Tsjop is een grensstation met Hongarije en Slowakije.

## De nabije omgeving
De onderstaande figuur toont de Solomonovo omringende dorpen.